# Fort Ross (California)

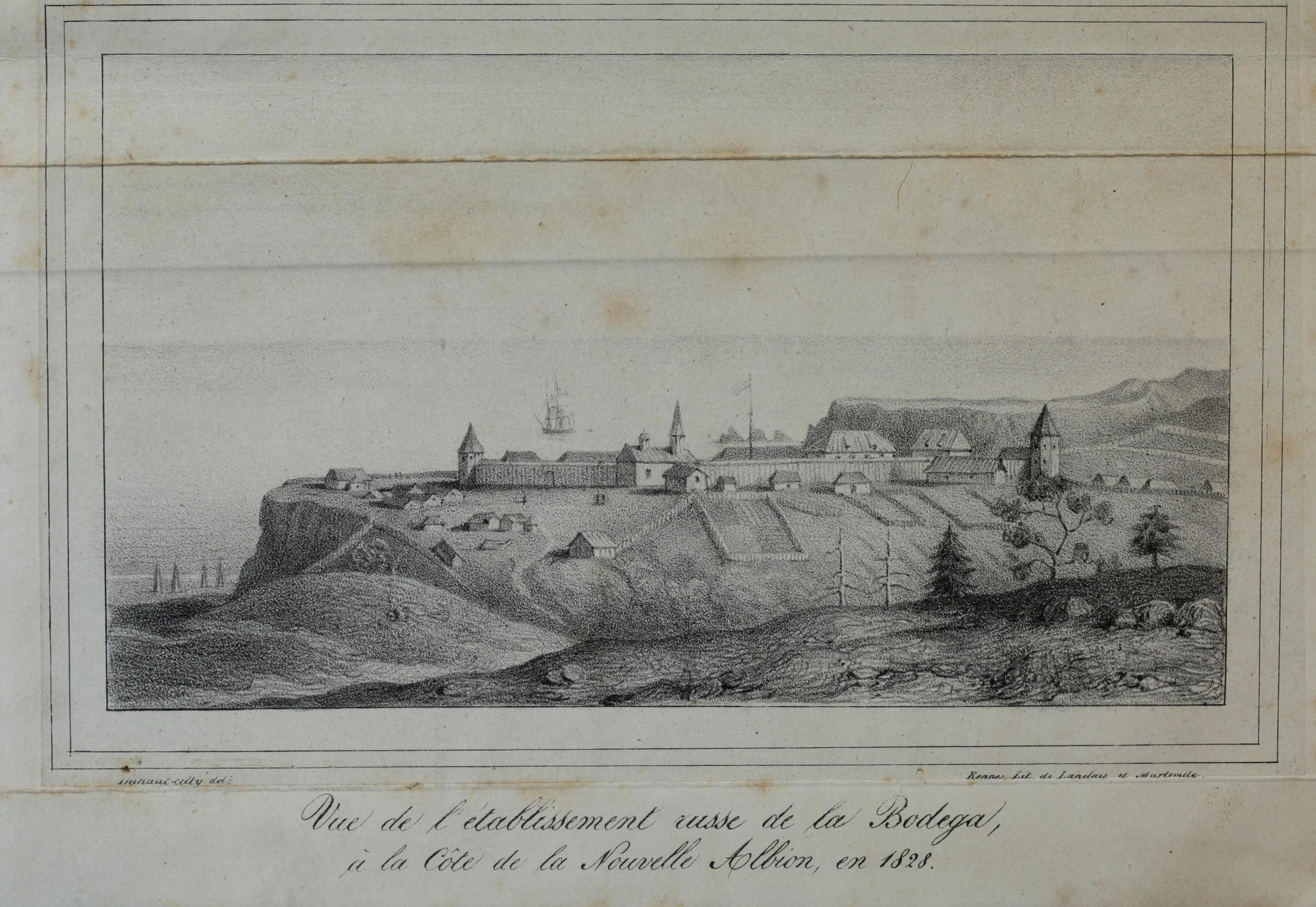
Fuerte Ruso de California hacia 1828, ilustración de A.B. Duhaut-Cilly.

Fort Ross es el nombre que recibe en inglés un antiguo establecimiento ruso en lo que actualmente es el condado de Sonoma, California, Estados Unidos.

## Topónimo
El origen exacto del topónimo aplicado por los estadounidenses de habla inglesa es desconocido y se supone que es una alteración del nombre que le daban los californios de habla española: Fuerte Ruso o una derivación de la forma poético-diminutiva Rossiyanin (el gentilicio «ruso» - россянин) en ruso. El establecimiento también recibió los apodos rusos de Novy Sevastópol (Nuevo Sebastopol) y Nizhni Sevastópol (Sebastopol de Abajo), aunque tales denominaciones no se han encontrado en documentos oficiales rusos; en cambio, sí se encuentra una mención bastante ambigua como Krépost Ross (Fuerte Ruso) para el puesto. Sus coordenadas son: 38°30′51″N 123°14′37″O / 38.51417, -123.24361, 16 kilómetros al noroeste de la desembocadura del río Ruso.

## Historia
Entre 1806 y 1807 Nikolái Rezánov representante de la Compañía Ruso-americana visitó el presidio español de la Yerbabuena (actual San Francisco) y en vistas de la debilidad del poder colonial de España en aquel momento a causa de las guerras napoleónicas y la insurrección de gran parte de las colonias, recomendó al gobierno ruso la ocupación pacífica de la región norte de la Alta California. En 1811 Ivan Aleksandrovich Kuskov un administrador de la citada Compañía Ruso-americana exploró las costas del territorio. El 10 de septiembre de 1812 Kuskov fundó la Fortaleza rusa (Krépost Ross) en la bahía que los rusos llamaban Rumiántsev zona de acampe estacional de la parcialidad indígena pomo de lengua kashaya, cerca se fundó el 4 de julio de 1823 la misión franciscana y presidio mexicano de Sonoma.
El establecimiento ruso de Fort Ross fue poblado por algunos soldados, marineros y cazadores rusos, polacos y aleutas, a los que se sumaron algunos kasayha y californios criollos, constando la población inicial de 25 rusos y 80 nativos del noroeste americano. Fue el sitio más meridional de la América Rusa insertado en territorio ya reconocido como parte del Imperio español por Inglaterra y luego por los Estados Unidos. El objetivo de este fuerte era ser el centro de un área agrícola para abastecer de un modo continuo a las posesiones rusas de Alaska. En noviembre de 1822, cuando la Alta California pasó a ser una provincia mexicana, el fuerte ruso se mantenía en un estatus impreciso (poblado por súbditos del Imperio ruso pero con soberanía de jure incierta) y con rendimientos agrícolas insuficientes. Esto y el hecho de que en 1841 tanto Inglaterra como Estados Unidos se repartieron el Oregón implicando una separación concreta importante respecto a Alaska (entonces rusa) así como un costo de mantenimiento que no daba suficientes dividendos y un ventajoso acuerdo con la inglesa Compañía de Hudson para abastecer a los establecimientos de Alaska hizo que los rusos vendieran el fuerte al todavía ciudadano mexicano Sutter. Los últimos pobladores rusos abandonaron el lugar el 1 de enero de 1842, y en 1848 por el Tratado de Guadalupe Hidalgo, el fuerte, con toda la Alta California hasta entonces mexicana, pasó a poder de los Estados Unidos.
Posteriormente el terreno fue comprado por un tal George W. Call; en 1906 el fuerte terremoto que se hizo notar principalmente en San Francisco afectó y destruyó gran parte de las instalaciones; la familia Call vendió el área (de 1214 ha) a la institución California Historical Landmarks (Sitios Históricos California) que con la ayuda del estado californiano realizaron y realizan las tareas de reconstrucción y mantenimiento del lugar; en octubre de 1970 se produjo un incendio de modo que sólo se mantiene como estructura original la casa Rótchev.

## Lista de los administradores coloniales rusos
- Iván A. Kuskov, 1812-21;
- Karl I. von Schmidt, 1821-24;
- Paul I. Shélijov, 1824-30;
- Peter S. Kostromitínov, 1830-38;
- Alexander G. Rótchev, 1838-41.

## Edificaciones
|  | Casa Kuskov, ubicada en el sector centrooriental del fuerte, fue la residencia de Iván Kuskov y de otros administradores hasta Aleksandr Rótchev.                                                         |
|  | Casa Rótchev , ubicada en el sector noroeste del fuerte, fue la última casa del administrador ruso Aleksandr Rótchev y su familia. Construida circa 1836, es la única edificación original hoy remanente. |
|  | Cuarteles de oficiales, en el sector centrooccidental cerca del portal. |
|  | |
|  | La Capilla, ubicada en la esquina sudeste del fuerte e incorporada parcialmente a la empalizada. Esta reconstrucción actualmente es usada de modo ocasional por grupos cristianos ortodoxos rusos.        |